# Maria Fernanda Alves
Maria Fernanda Alves (* 17. April 1983 in Florianópolis, Santa Catarina) ist eine ehemalige brasilianische Tennisspielerin.

## Karriere
Alves, die bereits im Alter von vier Jahren mit dem Tennisspielen begann, bevorzugte laut ITF den Sandplatz. Sie spielte hauptsächlich auf Turnieren des ITF Women’s Circuit, bei denen sie 23 Einzel- und 58 Doppeltitel gewann.
Das erste Mal auf der WTA Tour trat sie zur Qualifikation für das Tier-IV-Turnier in São Paulo an; sie verlor bereits in der ersten Runde mit 3:6 und 1:6 gegen die Spanierin Ainhoa Goñi. 2000 trat sie beim gleichen Turnier erneut in der Qualifikation an und schied abermals in Runde eins mit 1:6, 6:4 und 2:6 gegen ihre Landsfrau Miriam D’Agostini aus. 2001 trat sie beim Turnier in Costa do Sauípe an und verlor dort gegen die Lettin Līga Dekmeijere in zwei Sätzen das erste Qualifikationsmatch. 2002 verlor sie beim gleichen Turnier in der ersten Qualifikationsrunde gegen Cristina Torrens Valero in zwei Sätzen. In Bogotá konnte sie 2004 nach drei Siegen in der Qualifikation das erste Mal in ihrer Karriere ins Hauptfeld eines WTA-Turniers vorstoßen; sie verlor ihr Erstrundenmatch gegen Lourdes Domínguez Lino mit 6:3, 3:6 und 1:6.
Bei ihrem Grand-Slam-Debüt schied sie 2003 in der zweiten Qualifikationsrunde für das Einzel-Hauptfeld der Australian Open aus. Im Hauptfeld eines Grand-Slam-Turniers trat Alves nur einmal im Doppel in Erscheinung: 2005 unterlag sie bei den Australian Open mit ihrer Partnerin Vanessa Henke in Runde eins der Paarung Daniela Hantuchová und Martina Navrátilová klar in zwei Sätzen (1:6 und 3:6).
Ihre besten Weltranglistennotierungen erreichte sie im September 2005 mit Position 132 im Einzel und im April 2006 mit Platz 109 im Doppel.
Für die brasilianische Fed-Cup-Mannschaft wurde sie ab dem Jahr 2000 elfmal nominiert. Sie absolvierte in 37 Begegnungen 45 Partien, von denen sie 27 für ihr Team entscheiden konnte. Von 32 Einzelpartien gewann sie 17, nach 13 Doppelpartien feierte sie zehn Siege.
Ihre letzten Spiele auf der ITF-Tour absolvierte sie im Juli 2016.

## Turniersiege

### Einzel
| Nr. | Datum             | Turnier              | Kategorie               | Belag        | Finalgegnerin             | Ergebnis       |
| 1.  | 23. Juli 2000     | Caracas              | ITF $10.000             | Hartplatz    | Stefanie Schaer           | 6:3, 6:2       |
| 2.  | 20. November 2000 | San Salvador         | ITF $10.000 (Satellite) | Sand (Halle) | Alejandra Rivero          | 4:2, 4:2       |
| 3.  | 1. Juli 2001      | Elvas                | ITF $10.000             | Hartplatz    | Alexandra Kravets         | 6:3, 6:2       |
| 4.  | 14. April 2002    | Belo Horizonte       | ITF $10.000             | Hartplatz    | Maria-Vanina Garcia-Sokol | 6:3, 6:1       |
| 5.  | 25. August 2002   | Asunción             | ITF $10.000             | Sand         | Celeste Contin            | 6:1, 6:1       |
| 6.  | 15. März 2003     | Matamoros            | ITF $10.000             | Hartplatz    | Joana Cortez              | 3:6, 6:4, 6:2  |
| 7.  | 28. März 2003     | Monterrey            | ITF $10.000             | Hartplatz    | Joana Cortez              | 4:6, 7:63, 6:4 |
| 8.  | 22. Juni 2003     | Poza Rica            | ITF $10.000             | Hartplatz    | Carla Tiene               | 6:4, 7:5       |
| 9.  | 6. Juli 2003      | Monterrey (2)        | ITF $10.000             | Hartplatz    | Carla Tiene               | 7:5, 6:3       |
| 10. | 27. Juni 2004     | Périgueux            | ITF $25.000             | Sand         | Maria Wolfbrandt          | 6:3, 6:3       |
| 11. | 18. Juli 2004     | Campos do Jordão     | ITF $25.000             | Hartplatz    | Katalin Marosi            | 7:5, 7:62      |
| 12. | 10. Oktober 2004  | Juarez               | ITF $25.000             | Sand         | Maria-Jose Argeri         | 7:5, 6:3       |
| 13. | 24. Juli 2005     | Campos do Jordão (2) | ITF $25.000             | Hartplatz    | Maria-Jose Argeri         | 6:3, 7:5       |
| 14. | 6. Mai 2007       | Los Mochis           | ITF $10.000             | Hartplatz    | Irina Falconi             | 6:2, 6:0       |
| 15. | 13. Mai 2007      | Mazatlán             | ITF $10.000             | Hartplatz    | Jennifer Elie             | 6:1, 6:4       |
| 16. | 20. Mai 2007      | Irapuato             | ITF $10.000             | Hartplatz    | Viky Nunez-Fuentes        | 6:3, 7:5       |
| 17. | 7. September 2008 | Barueri              | ITF $10.000             | Hartplatz    | Carla Tiene               | 6:3, 7:5       |
| 18. | 21. Juni 2009     | Belém                | ITF $25.000             | Hartplatz    | Nathália Rossi            | 6:3, 6:3       |
| 19. | 3. Juli 2011      | São José dos Campos  | ITF $10.000             | Sand         | Nathaly Kurata            | 6:4, 7:5       |
| 20. | 7. August 2011    | São Paulo            | ITF $10.000             | Sand         | Beatriz Haddad Maia       | 4:6, 7:5, 6:3  |
| 21. | 28. August 2011   | Mogi das Cruzes      | ITF $10.000             | Sand         | Nathália Rossi            | 6:1, 6:4       |
| 22. | 23. Oktober 2011  | Goiânia              | ITF $10.000             | Sand         | Carla Lucero              | 6:2, 6:4       |
| 23. | 27. Januar 2013   | Lima                 | ITF $15.000             | Sand         | Hilda Melander            | 6:2, 6:2       |

### Doppel
| Nr. | Datum              | Turnier               | Kategorie   | Belag     | Partnerin                    | Finalgegnerinnen                                    | Ergebnis           |
| --- | ------------------ | --------------------- | ----------- | --------- | ---------------------------- | --------------------------------------------------- | ------------------ |
| 1.  | Juli 2001          | Elvas                 | ITF $10.000 | Hartplatz | Ana-Catarina Nogueira        | Alexandra Kravets Arantxa Parra Santonja            | 6:3, 6:4           |
| 2.  | August 2001        | Lima                  | ITF $10.000 | Sand      | Carla Tiene                  | Daniela Alvarez Ana-Lucia Migliarini de Leon        | 0:6, 6:3, 6:2      |
| 3.  | September 2001     | Asuncion              | ITF $10.000 | Sand      | Carla Tiene                  | Natalia Gussoni Claudia Salgues                     | 2:6, 6:3, 6:3      |
| 4.  | Dezember 2001      | Cali                  | ITF $10.000 | Sand      | Livia Azzi                   | Mariana Correa Romy Farah                           | 7:5, 6:1           |
| 5.  | August 2002        | Rimini                | ITF $25.000 | Sand      | Carla Tiene                  | Eva Fislová Stanislava Hrozenská                    | 6:4, 6:4           |
| 6.  | August 2002        | Asuncion              | ITF $10.000 | Sand      | Bruna Colosio                | Maria-Jose Argeri Larissa Carvalho                  | 6:4, 1:6, 6:2      |
| 7.  | Juli 2003          | Monterrey             | ITF $10.000 | Hartplatz | Carla Tiene                  | Melisa Arevalo Micaela Moran                        | 7:6, 6:2           |
| 8.  | Juli 2003          | Campos do Jordão      | ITF $25.000 | Hartplatz | Carla Tiene                  | Melisa Arevalo Frederica Piedade                    | 7:6, 6:2           |
| 9.  | September 2003     | Raleigh (North)       | ITF $25.000 | Sand      | Tiffany Dabek                | Maureen Drake Edina Gallovits-Hall                  | 2:6, 6:3, 6:1      |
| 10. | April 2004         | Rabat                 | ITF $10.000 | Sand      | Carla Tiene                  | Daniela Klemenschits Sandra Klemenschits            | 6:1, 7:6           |
| 11. | Juni 2004          | Perigueux             | ITF $25.000 | Sand      | Natalia Gussoni              | Erica Biro Sarah Riske                              | 6:1, 6:2           |
| 12. | Oktober 2004       | Juárez                | ITF $25.000 | Sand      | Carla Tiene                  | Andrea Hlaváčková Jana Hlaváčková                   | 6:4, 6:0           |
| 13. | Februar 2006       | Rockford              | ITF $25.000 | Hartplatz | María Emilia Salerni         | Michaela Paštiková Abigail Spears                   | 0:6, 6:4, 6:2      |
| 15. | November 2006      | Puebla                | ITF $25.000 | Hartplatz | Hana Šromová                 | Ivana Abramović Maria Abramović                     | 6:4, 6:3           |
| 15. | März 2007          | Merida                | ITF $10.000 | Hartplatz | Maria-Vanina Garcia-Sokol    | Chanelle Scheepers Robin Stephenson                 | 6:3, 6:2           |
| 16. | Mai 2007           | Los Mochis            | ITF $10.000 | Hartplatz | Jennifer Elie                | Danielle Brown Emily Webley-Smith                   | 6:3, 6:0           |
| 17. | Mai 2007           | Monterrey             | ITF $10.000 | Hartplatz | Courtney Nagle               | Lorena-Ivette Arias-Rodriguez Erika Clarke-Magana   | 6:4, 6:4           |
| 18. | September 2007     | Ashland               | ITF $50.000 | Hartplatz | Eva Hrdinová                 | Maret Ani Sandra Klösel                             | 7:6, 6:2           |
| 19. | Januar 2008        | Waikoloa (Hawaii)     | ITF $50.000 | Hartplatz | Betina Jozami                | Angela Haynes Mashona Washington                    | 7:5, 6:4           |
| 20. | April 2008         | Palm Beach Gardens    | ITF $25.000 | Sand      | Michaela Paštiková           | Jekaterina Afinogenowa Lauren Albanese              | 3:6, 6:3, [10:5]   |
| 21. | September 2008     | Barueri               | ITF $10.000 | Hartplatz | Carla Tiene                  | Ana-Clara Duarte Fernanda Hermenegildo              | 6:2, 6:3           |
| 22. | Oktober 2008       | San Luis Potosi       | ITF $25.000 | Hartplatz | Frederica Piedade            | Soledad Esperón Florencia Molinero                  | 5:7, 6:1, [10:8]   |
| 23. | Mai 2009           | Buenos Aires          | ITF $10.000 | Sand      | Carla Tiene                  | Karen Castiblanco Andrea Koch-Benvenuto             | 6:3, 6:3           |
| 24. | Juni 2009          | Belém                 | ITF $25.000 | Hartplatz | Carla Tiene                  | Ana-Clara Duarte Megan Moulton-Levy                 | 7:6, 7:5           |
| 25. | Juli 2009          | Boston                | ITF $50.000 | Hartplatz | Ahsha Rolle                  | Mallory Cecil Megan Moulton-Levy                    | 6:1, 4:6, [10:6]   |
| 26. | Dezember 2009      | Poza Rica             | ITF $10.000 | Hartplatz | Paula Zabala                 | Alessia Camplone Viktoryia Kisialeva                | 6:2, 6:0           |
| 27. | April 2010         | Jackson               | ITF $25.000 | Sand      | Ana-Clara Duarte             | María Irigoyen Florencia Molinero                   | 6:4, 3:6, [10:5]   |
| 28. | Mai 2010           | Rio de Janeiro        | ITF $25.000 | Sand      | Florencia Molinero           | Mailen Auroux Fernanda Hermenegildo                 | 6:2, 6:4           |
| 29. | Mai 2010           | Izmir                 | ITF $25.000 | Hartplatz | Tamira Paszek                | Çağla Büyükakçay Pemra Özgen                        | 6:1, 6:2           |
| 30. | Oktober 2010       | Lima                  | ITF $10.000 | Sand      | Isabela Miro                 | Karen Castiblanco Andrea Koch-Benvenuto             | 6:4, 6:4           |
| 31. | Oktober 2010       | Rock Hill             | ITF $25.000 | Hartplatz | Mariana Duque Mariño         | Sanaz Marand Caitlin Whoriskey                      | 6:1, 4:6, [10:4]   |
| 32. | Oktober 2010       | Bayamon               | ITF $25.000 | Hartplatz | Marie-Ève Pelletier          | María Irigoyen Florencia Molinero                   | 7:6, 6:4           |
| 33. | November 2010      | Niterói               | ITF $25.000 | Sand      | Ana-Clara Duarte             | Monique Albuquerque Fernanda Hermenegildo           | 6:4, 6:4           |
| 34. | Dezember 2010      | Rio de Janeiro        | ITF $25.000 | Sand      | Ana-Clara Duarte             | Alizé Lim Paula Ormaechea                           | kampflos           |
| 35. | März 2011          | Santiago de Chile     | ITF $10.000 | Sand      | Paula Ormaechea              | Barbara Rush Carolina Zeballos                      | 6:3, 7:62          |
| 36. | Juli 2011          | São José dos Campos   | ITF $10.000 | Sand      | Carla Forte                  | Monique Albuquerque Fernanda Faria                  | 6:4, 0:6, [10:4]   |
| 37. | August 2011        | São Paulo             | ITF $10.000 | Sand      | Fernanda Hermenegildo        | Eduarda Piai Karina Venditti                        | 7:66, 4:6, [14:12] |
| 38. | September 2011     | Alice Springs         | ITF $25.000 | Hartplatz | Samantha Murray              | Brooke Rischbieth Storm Sanders                     | 3:6, 7:5, [10:3]   |
| 39. | September 2011     | Darwin                | ITF $25.000 | Hartplatz | Samantha Murray              | Stephanie Bengson Tyra Calderwood                   | 6:4, 6:2           |
| 40. | Oktober 2011       | São Paulo             | ITF $10.000 | Sand      | Gabriela Cé                  | Flavia Dechandt Araujo Paula Cristina Gonçalves     | 6:2, 6:4           |
| 41. | Oktober 2011       | São Paulo             | ITF $10.000 | Sand      | Karina Venditti              | Gabriela Cé Cecilia Costa Melgar                    | 6:2, 6:4           |
| 42. | Mai 2012           | Indian Harbour Beach  | ITF $50.000 | Sand      | Jessica Moore                | Marie-Ève Pelletier Alona Sotnykowa                 | 6:76, 6:3, [10:8]  |
| 43. | Juli 2012          | Campos do Jordão      | ITF $25.000 | Hartplatz | Monique Adamczak             | Paula Cristina Gonçalves Roxane Vaisemberg          | 4:6, 6:3, [10:3]   |
| 44. | 14. September 2012 | São José dos Campos   | ITF $10.000 | Sand      | Laura Pigossi                | Paula Feitosa Nathalia Rossi                        | 6:0, 6:3           |
| 45. | 30. September 2012 | Amelia Island         | ITF $10.000 | Sand      | María Fernanda Álvarez Terán | Elizabeth Ferris Anastasia Kharchenko               | 6:2, 6:2           |
| 46. | 25. Januar 2013    | Lima                  | ITF $15.000 | Sand      | Vanesa Furlanetto            | Patricia Ku Flores Katherine Gabriela Miranda-Chang | 6:1, 6:4           |
| 47. | 13. April 2013     | Poza Rica             | ITF $25.000 | Hartplatz | María Fernanda Álvarez Terán | Stéphanie Dubois Olha Sawtschuk                     | 6:2, 6:3           |
| 48. | 29. September 2013 | Amelia Island         | ITF $10.000 | Sand      | Alexandra Mueller            | Roxanne Ellison Sierra Ellison                      | 7:5, 6:3           |
| 49. | 28. März 2014      | Ribeirao Preto        | ITF $10.000 | Sand      | Ana-Clara Duarte             | Gabriela Cé Eduarda Piai                            | 6:4, 4:6, [11:9]   |
| 50. | 4. April 2014      | São José dos Campos   | ITF $10.000 | Sand      | Paula Cristina Gonçalves     | Gabriela Cé Eduarda Piai                            | 7:60, 7:5          |
| 51. | 11. April 2014     | São José do Rio Preto | ITF $10.000 | Sand      | Paula Cristina Gonçalves     | Carolina Meligeni Alves Ingrid Gamarra Martins      | 6:2, 6:0           |
| 52. | 27. September 2014 | Amelia Island         | ITF $10.000 | Sand      | Keri Wong                    | Sophie Chang Andie Daniell                          | 7:66, 7:64         |
| 53. | 4. Oktober 2014    | Hilton Head Island    | ITF $10.000 | Sand      | Keri Wong                    | Emily Harman Madeleine Kobelt                       | 6:1, 7:65          |
| 54. | 25. Oktober 2014   | Victoria              | ITF $25.000 | Hartplatz | Patricia Maria Țig           | Carolina Betancourt Lenka Wienerová                 | 6:1, 6:2           |
| 55. | 28. März 2015      | Metepec               | ITF $10.000 | Hartplatz | Kaitlyn Christian            | Victoria Rodríguez Marcela Zacarías                 | 2:6, 6:1, [15:13]  |
| 56. | 11. April 2015     | León                  | ITF $15.000 | Hartplatz | Danielle Lao                 | Kim-Alice Grajdek Mayo Hibi                         | 5:7, 7:65, [10:4]  |
| 57. | 13. Juni 2015      | Charlotte             | ITF $10.000 | Sand      | Renata Zarazúa               | Lauren Herring Ellen Perez                          | 6:4, 6:76, [10:8]  |
| 58. | 20. Mai 2016       | Galați                | ITF $10.000 | Sand      | Guadalupe Pérez Rojas        | Ani Amiraghjan Alexandra Perper                     | 6:4, 2:6, [10:8]   |